# Monobrachium antarcticum
Monobrachium antarcticum is een hydroïdpoliep uit de familie Monobrachiidae. De poliep komt uit het geslacht Monobrachium. Monobrachium antarcticum werd in 1972 voor het eerst wetenschappelijk beschreven door Robins. 